# جام پرزیدنت ترکمنستان
جام ریاست‌جمهوری ترکمنستان یک تورنمنت بین‌المللی فوتبال در ترکمنستان بود که در سال ۱۹۹۵ ایجاد شد و آخرین دوره ی آن در سال ۲۰۱۳ میلادی برگزار شد. این مسابقات برای گرامیداشت روز پرچم ملی ترکمنستان برگزار میشد. مبلغ جایزه این مسابقات ۳۵٬۰۰۰ دلار آمریکا بود. قهرمان مسابقات ۲۰٬۰۰۰ دلار آمریکا به همراه جام قهرمانی، برنده ی مدال نقره ۱۰٬۰۰۰ دلار آمریکا و برنده ی مدال برنز ۵۰۰۰ دلار آمریکا دریافت می کرد.
این مسابقات بین‌المللی فوتبال به طور سنتی در عشق‌آباد پایتخت ترکمنستان برگزار می شد و در طول تاریخ خود تیم‌هایی از ارمنستان، بلاروس، گرجستان، قزاقستان، قرقیزستان، لتونی، لیتوانی، مولداوی، روسیه، اوکراین، ازبکستان، تاجیکستان، استونی، ایران، ترکیه، کره جنوبی، چین و تایلند برای حضور در این جام به رقابت پرداخته اند. در سال ۲۰۰۹، تیمی از بحرین در این مسابقات شرکت کرد و به این ترتیب آن را از نظر جغرافیایی به ۲۰ کشور گسترش داد. 
در طول ۱۹ سال برگزاری این مسابقات، فقط سه بار تیم‌های غیر ترکمنستانی موفق به کسب جام شده اند: استقلال تهران ایران در سال ۱۹۹۸، تورپیدو کوتائیسی گرجستان در ۲۰۰۲ و داچیا کیشیناو مولداوی در ۲۰۰۶. 

نیسا عشق‌آباد چهار بار در ۱۹۹۹، ۲۰۰۳، ۲۰۰۴ و ۲۰۰۵ برنده این مسابقات شده است. کپه‌داغ عشق‌آباد و یدیگن عشق‌آباد هر کدام سه بار به ترتیب در ۱۹۹۵، ۱۹۹۶ و ۲۰۰۱ و ۲۰۰۷ ، ۲۰۰۸ و ۲۰۰۹ این جام را کسب کرده اند. تیم ملی فوتبال ترکمنستان در ۱۹۹۷ و تیم منتخب عشق آباد در ۲۰۰۰ نیز هرکدام یک بار جام ریاست جمهوری ترکمنستان را به دست آوردند.

## تیم‌های ایرانی
در ۷ دوره از این مسابقات تیم‌هایی از کشور ایران نیز به میدان رفته‌اند: تیم پاس تهران در ۱۹۹۶، استقلال تهران در ۱۹۹۸، ابومسلم مشهد در ۲۰۰۴، پرسپولیس خراسان در ۲۰۰۶، تیم ملی زیر ۱۹ سال ایران در ۲۰۰۸، همت گلستان در ۲۰۰۹ و عقاب گنبد در ۲۰۱۱. در میان تیم‌های ایرانی استقلال یک بار در ۱۹۹۸  با شکست در فینال باشگاه فوتبال زنیت سن پترزبورگ  و باشگاه فوتبال اولسان هیوندای در نیمه نهایی موفق به کسب عنوان قهرمانی فصل ۱۹۹۸ این جام شده است.

## برندگان
| دوره               | قهرمان                       |
| ------------------ | ---------------------------- |
| ۱۹۹۵ جزئیات        | کپه‌داغ                       |
| ۱۹۹۶ جزئیات        | کپه‌داغ                       |
| ۱۹۹۷ جزئیات        | تیم ملی ترکمنستان            |
| ۱۹۹۸ جزئیات قهرمان | استقلال تهران                |
| ۱۹۹۹ جزئیات        | نیسا عشق‌آباد                 |
| ۲۰۰۰ جزئیات        | منتخب عشق‌آباد                |
| ۲۰۰۱ جزئیات        | کپه‌داغ                       |
| ۲۰۰۲ جزئیات        | تورپیدو کوتائیسی             |
| ۲۰۰۳ جزئیات        | نیسا عشق‌آباد                 |
| ۲۰۰۴ جزئیات        | نیسا عشق‌آباد                 |
| ۲۰۰۵ جزئیات        | نیسا عشق‌آباد                 |
| ۲۰۰۶ جزئیات        | داچیا کیشیناو                |
| ۲۰۰۷ جزئیات        | یدیگن عشق‌آباد                |
| ۲۰۰۸ جزئیات        | یدیگن عشق‌آباد                |
| ۲۰۰۹ جزئیات        | یدیگن عشق‌آباد                |
| ۲۰۱۰ جزئیات        | آلتین عصر                    |
| ۲۰۱۱ جزئیات        | آلتین عصر                    |
| ۲۰۱۲ جزئیات        | تیم ملی زیر ۱۷ سال ترکمنستان |
| ۲۰۱۳ جزئیات        | تیم ملی زیر ۱۵ سال ترکمنستان |